# Par (géorgien)
Cette page contient des caractères spéciaux ou non latins. S’ils s’affichent mal (▯, ?, etc.), consultez la page d’aide Unicode.
Ne doit pas être confondu avec კ.
Par (en géorgien პარ [pʼar]) est la 15e lettre de l'alphabet géorgien.

## Linguistique
Par est utilisé pour représenter le son [pʼ].
Dans la norme ISO 9984, la lettre est translittérée par ‹ p ›. Le système national de romanisation du géorgien, quant à lui, utilise ‹ p’ ›.

## Représentation informatique
- Unicode[1],[2] :
  - Asomtavruli Ⴎ : U+10AE
  - Nuskhuri ⴎ : U+2D0E
  - Mkhedruli პ : U+10DE